# Eric Iradukunda
Eric Iradukunda (ur. 17 marca 1990) – rwandyjski piłkarz grający na pozycji napastnika. Od 2020 jest zawodnikiem klubu Police FC.

## Kariera klubowa
Swoją karierę piłkarską Iradukunda rozpoczął w klubie AS Kigali FC. W sezonie 2015/2016 zadebiutował w jego barwach w pierwszej lidze rwandyjskiej. W sezonie 2017/2018 wywalczył z nim wicemistrzostwo Rwandy. W latach 2018-2020 występował w Rayon Sports FC. W sezonie 2018/2019 został z nim mistrzem, a w sezonie 2019/2020 wicemistrzem Rwandy. W 2020 przeszedł do Police FC. W 2024 zdobył z nim Puchar Rwandy.

## Kariera reprezentacyjna
W reprezentacji Rwandy Iradukunda zadebiutował 15 lipca 2017 roku w zremisowanym 1:1 meczu Mistrzostw Narodów Afryki 2018 z Tanzanią, rozegranym w Mwanzie.